# Himachalia formosana
Himachalia formosana là một loài bướm đêm trong họ Noctuidae.